# إيفارس تيميرمانيس
إيفارس تيميرمانيس (باللاتفية: Ivars Timermanis)‏ مواليد 4 فبراير 1982 في باساكا، لاتفيا، هو لاعب كرة سلة لاتفي معتزل. بدأ مسيرته الاحترافية في سنة 1999. يبلغ طوله 6 قدم 8 بوصة (2.0 م). اعتزل اللعب في 2014.

## المسيرة الاحترافية
لعب مع نادي فينتسبيلس لكرة السلة من سنة 2003 إلى 2007، ثم لعب مع إسبارن بريمرهافن في الدوري الألماني من سنة 2007 إلى 2009، ثم لعب مع راكفيره تارفاس في سنة 2011، ثم لعب مع ليبايا لوفاس في سنة 2012، ثم لعب مع سي إس يو بلويشت في موسم 2012–2013.

## الإنجازات
- 2003-04 الدوري اللاتفي (نادي فينتسبيلس لكرة السلة)
- 2004-05 الدوري اللاتفي (نادي فينتسبيلس لكرة السلة)
- 2005-06 الدوري اللاتفي (نادي فينتسبيلس لكرة السلة)
- 2009-10 الدوري اللاتفي
- 2012-13 الدوري الروماني (سي إس يو بلويشت)

## روابط خارجية
- إيفارس تيميرمانيس على موقع الاتحاد الدولي لكرة السلة (الإنجليزية)
- إيفارس تيميرمانيس على موقع الدوري الأوروبي لكرة السلة (الإنجليزية)
- إيفارس تيميرمانيس على موقع كرة السلة الأوروبية.كوم (الإنجليزية)
- إيفارس تيميرمانيس على موقع ريلجم (الإنجليزية)
- إيفارس تيميرمانيس على موقع بروبوليرز (الإنجليزية)
- إيفارس تيميرمانيس على موقع سبورتس رفرنس (الإنجليزية)